# 베토벤과 그의 후원자
베토벤과 그의 후원자는 작곡가 루트비히 판 베토벤의 전 생애 동안의 여러 후원자와의 관계를 다루고 있다.

## 개요
루트비히 판 베토벤(Ludwig van Beethoven , 1770–1827) 이전까지의 음악가와 귀족 간의 관계는 종속의 관계였다. 바흐, 헨델, 하이든, 모차르트 등의 작곡가들도 마찬가지였다. 하이든도 에스테르하지 가문 소속의 음악가였지만 에스테르하지 가문의 후계자가 워낙 음악에 관심이 없던 탓에 말년이 되어서야 그곳에서 벗어날 수 있었으며, 모차르트도 귀족과의 종속 관계를 벗어나기 위해 아르코 백작에게 발길질을 당하는 수모까지 겪은 끝에 결국 종속 관계에서 벗어났지만, 그 때문에 후원을 받지 못하여 가난한 말년을 보내게 된다. 모차르트의 말년 작품들이 더 성숙했던 이유는 귀족과의 종속 관계에서 귀족의 요구대로 작곡했던 틀을 벗어나 좀 더 자신의 감정이 반영된 영향이 큰 이유였다.
역사상 최초의 프리랜서 작곡가였던 베토벤에게도 후원자는 있었다. 아니, 베토벤은 역대 음악가들 중에서 최초로 가장 많은 후원을 받았을 뿐만 아니라 귀족들에게 가장 인기가 많았던 작곡가였다. 그의 작품이 워낙 평이 좋았던 이유도 있었지만, 가장 큰 이유는 그의 이름에 붙은 "판(van)"이라는 호칭이었다. Van이라는 호칭은 그 당시에는 네덜란드 출신 귀족에게만 붙는 표시였고, 그의 할아버지 루트비히가 17살 때 독일로 이주한 네덜란드 귀족 출신이었기 때문에 많은 게르만계의 독일, 오스트리아 귀족들은 다른 음악가들과는 달리 베토벤에게 만큼은 동급으로 대우를 해 주었다. 베토벤의 이름에 붙여진 Van 칭호 덕분에 그의 초창기 빈 데뷔가 다른 작곡가들에 비해 쉬운 편이었다. 베토벤은 귀족들로부터 동급 지원을 받았었을 뿐더러, 음악가로서의 가치를 높여주게 되어 나중에는 베토벤 스스로도 귀족들의 존경과 인사를 받는 것을 당연시 여기게 되었다. 1812년 베토벤과 그가 존중하는 시인인 괴테가 테플리츠 온천에서 처음으로 만나 같이 산책을 하던 중에 자신들의 앞으로 지나가는 왕후들의 행렬을 보고 괴테는 먼저 인사를 했지만, 베토벤은 그들이 먼저 인사를 하기를 기다렸으며 기어코 왕후들에게 먼저 인사를 받았다는 일화가 있다. 이 일화는 나중에 베토벤이 베티나 브렌타노에게 자신의 심정을 담아 전해지게 되는데, 베토벤의 이런 사고방식은 후대 음악가 및 예술가들의 인식을 바꿔 놓는 데 크게 기여를 하여 베토벤 사후에 여러 음악가들이 귀족의 종속 관계가 아닌 음악가, 즉 하나의 예술가로서의 인정을 받을 길을 가는 발판을 마련해 주게 되었다. 후대 음악가들이 베토벤을 상당히 존경했던 또 다른 이유가 여기에 있었다. 
그의 데뷔 초창기에는 작품 출판과 연주회로 수입을 벌면서 후원자들의 지원도 받았는데, 이들을 위하여 그는 개인 연주회를 베풀고 이들의 부탁을 받은 작품을 써서 일정 기간을 두었다가 나중에 출판하기도 하였다. 그의 전 생애 동안의 주요 후원자들로는 카를 리히노브스키 공작과 그의 부인인 크리스티아네 리히노브스키 공작 부인, 라주모브스키 백작, 루돌프 대공, 킨스키 공작, 슈비텐 남작, 로브코비츠 공작, 파스콸라티 남작, 브라운 백작, 프리스 백작, 발트슈타인 백작 등이 있다. 베토벤은 빈에서의 첫 해에 많은 귀족들로부터 후원을 받으며 성공의 가도를 달릴 수 있었는데, 로브코비츠 공작, 라주모프스키 백작, 프리스 백작 등 일부는 수십 년 동안 후원자로 남아있었다. 

## 후원자 목록

### 카를 폰 리히노브스키 공작
1792년 11월 베토벤이 빈에 도착했을 때 그는 발트슈타인 백작으로부터 빈 최고의 예술 후원자 중 한 명인 리히노브스키(Karl Lichnowsky, 1761–1814)  공작을 소개받았다. 이로 인해 베토벤은 헤아릴 수 없는 가치를 지닌 후원자를 확보하게 되었다. 베토벤은 곧 그의 살롱에서 리히노브스키 공작이 주최한 금요일 연주회에서 연주를 했고, 예술에 영향을 미치는 남녀를 만났다. 곧 리히노브스키 공작과 공비는 어린 하숙인과 함께 한 달 안에 그를 다락방이 아닌 1층의 넓은 아파트로 데려갔다. 그리고 나서 그들은 그를 그들 자신의 아파트에 있는 한 세트의 방으로 옮기게 했다. 베토벤은 옷을 깔끔하게 차려입고 식사를 위해 재빨리 나타나야 하는 것에 지쳤고, 1795년 5월에 이사했다. 리히노브스키 공작은 그를 대하는 젊은 음악가의 처우를 용서하고 있었다 – 베토벤은 리히노브스키의 관심이 억압적이라고 느꼈고 그들을 대중 앞에서 거부할 준비를 하고 있었다. 
1800년 리히노브스키 공작은 베토벤에게 정기적인 수입을 주기 위해 매년 600 플로린의 연금을 지불했다. 이는 베토벤이 관계를 치명적으로 파열한 1806년까지 계속되었다. 리히노브스키는 1806년 8월 실레시아의 트로파우 근처에 있는 그레츠에 있는 자신의 시골 사유지로 베토벤을 데려갔다 – 레오노레의 제작 실패로 인한 직업적 외상과 카를 판 베토벤과 요한나의 결혼으로 인한 개인적 외상 이후. 베토벤은 리히노브스키가 자신에게 보인 아버지 같은 태도를 언제나처럼 억압적으로 여겼다. 격한 소란 끝에 – 리히노브스키가 저녁 식사에 초대된 몇몇 프랑스 장교들을 위해 그에게 공연을 부탁한 후 – 베토벤은 집을 뛰쳐나와 트로파우의 도보로 향했다. 그는 급속히 몸이 안 좋아졌지만 여전히 빈으로 돌아가야 한다고 주장했다. 묄커바슈타이에 있는 자신의 아파트로 들어가면서 그는 리히노브스키 자신이 준 리히노브스키의 석고 흉상을 땅바닥에 내던졌다. 그는 대부분의 작품을 인쇄하고 출판사와 지속적으로 협상하여 더 이상 리히노브스키에게 재정적으로 의존하지 않으려고 했다.
리히노브스키의 화해를 위한 끈질긴 노력에도 불구하고 베토벤은 그 관계가 이전의 친밀감을 재개하는 것을 결코 허락하지 않았다. 그와 그의 아내는 나폴레옹과의 전쟁으로 거의 파산한 후 도심에 있는 작은 아파트로 이사했다. 그는 베토벤의 아파트로 가는 네 개의 층간 계단을 올라가 밖에 앉아서 그의 연주를 듣곤 했다. 베토벤은 결코 그를 들여 보내지 않았다. 리히노브스키는 하인에게 그토록 많은 일을 해왔던 주목할 만한 젊은이의 연주를 앉아서 듣는 것에 만족한다고 말했다. 리히노브스키는 가장 많이 인용된 베토벤의 진술 중 하나의 대상이었다. 베토벤은 그레츠의 영지에서 빠져 나오기 전에 "공작님, 당신은 우연의 일치로 그렇게 태어난 것입니다. 현재의 나는 나 자신을 통해서 된 것입니다. 귀족은 수천 명이겠지만 베토벤은 하나뿐입니다."라는 메모를 남겼다.

### 요제프 프란츠 폰 로브코비츠 공작
로브코비츠 공작(Joseph Franz von Lobkowitz, 1772–1816)은 훌륭한 음악 애호가이자 열정적이고 유능한 바이올리니스트였으며 빈 예술의 주요 후원자였다. 그는 아버지가 자신을 가만히 있게 하기 위해 어렸을 때 바이올린을 배우도록 강요했다고 주장했다. 그는 고관절이 시들어진 상태로 태어났고(이형성?), 그로 인해 평생 목발을 사용하며 상당한 고통을 겪었다. 그는 어린 베토벤과 금방 친해졌고 베토벤에 대한 열정과 후원에서 리히노브스키 공작의 다음이었다. 로브코비츠는 유명한 피아노 즉흥 연주 경연대회인 베토벤과의 경기에서 다니엘 슈타이벨트를 후원했는데, 베토벤은 리히노브스키가 그를 후원한 이 대회에서 그렇게 포괄적으로 우승했다. 이 행사는 오늘날에도 여전히 왕궁이 서 있는 미하엘 광장의 호프부르크 왕궁 맞은 편에 있는 로브코비츠 공작의 궁전에서 열렸다. 
로브코비츠는 막대한 비용을 들여 자신의 궁전 1층에 웅장한 공연 룸을 만들었다. 베토벤은 나폴레옹 보나파르트에게 바친 원래의 헌정을 화가 나서 철회한 후, 로브코비츠에게 헌정한 영웅 교향곡의 첫 번째 공공의 연주회를 이 룸에서 지휘했다. 베토벤은 또한 교향곡 5번과 6번도 로브코비츠 공작에게 바쳤으며, 현악 사중주 1-6번, 삼중 협주곡, 현악 사중주 10번 "하프", 연가곡 멀리 있는 연인에게까지 총 12개의 작품을 그에게 헌정했다. 프랑스와의 전쟁은 그의 공연 룸을 만들고 자신의 오케스트라를 유지하는 데 드는 막대한 비용과 결합되어 로브코비츠를 파산시켰고, 그는 채권자들을 피하기 위해 빈에서 도망칠 수밖에 없었다. 베토벤은 다시는 그에게 연락을 하지 않았고, 그는 몹시 괴로워하다가 가난하게 죽었다. (-->그러나 베토벤은 1816년에 연가곡 '멀리 있는 연인에게'를 작곡해 로브코비츠 공작에게 헌정했다. 게다가 그해 공작은 사망했기 때문에 베토벤이 마치 파산한 공작을 무시하거나 저버렸다는 식의 앞선 표현은 맞지 않다)

### 루돌프 대공
신성 로마 제국의 레오폴트 2세 황제의 막내 아들인 오스트리아의 루돌프 대공(Archduke Rudolf of Austria, 1788–1831)은 베토벤의 전 생애 동안에 있어서 가장 중요한 후원자였다. 루돌프는 베토벤의 후원자이기도 하지만 제자이기도 했다. 그는 1803년, 혹은 1804년부터 베토벤에게 피아노와 작곡 교습을 받았다. 베토벤은 루돌프에게 14곡을 헌정하였는데, 그 가운데에는 1811년 작곡의 피아노 삼중주 7번, 작품 번호 97과 1823년 작곡의 대작 장엄미사, 작품번호 123도 있다. 피아니스트이자 작곡가로 성장한 루돌프 또한 그것에 대한 답례로 베토벤에게 자신의 작품 한 곡을 헌정하였다. 루돌프의 베토벤에 대한 존경과 애정의 가장 강력한 증거는 베토벤의 가장 사소한 편지들을 주의 깊게 보존한 것에서 찾을 수 있는데, 그 편지들은 오늘날 빈 악우협회에 보관되어 있다. 1808년 가을에 베토벤은 나폴레옹의 동생이자 베스트팔렌 왕국의 임금인 제롬 보나파르트가 카셀의 궁정에서 급료가 높은 악장 자리를 맡아 달라고 제안하여 이를 받아들였다. 베토벤의 친구들로부터 이 소식을 전해 들은 루돌프 대공, 킨스키 공작, 그리고 로브코비츠 공작은 베토벤이 빈에 머물도록 설득하고자 연간 4,000 플로린의 연금을 주겠다고 약속하였다. 루돌프의 연금의 몫은 꼼꼼한 규칙에 의해 베토벤에게 지급되었다(연금 외에도 루돌프의 지갑은 종종 그의 스승에게 열려있었다). 작곡가의 재정 상황은 나폴레옹 전쟁에 의한 유럽의 황폐화로 귀족 구독자들의 수입이 감소 되었기 때문에 결과적으로 짧은 기간 동안만 개선되었다. 오래지 않아 로브코비츠 공작과 킨스키 공작은 사망했다. 그러나 킨스키 공작 부인은 관대함과 함께 명예로운 사람임을 입증했으며 로브코비츠의 상속인도 마찬가지였다. 어려움에도 불구하고 그 금액은 오랫동안 작곡가에게 지불되었다.